# Henryk Pachulski
Henryk Pachulski, né le 16 octobre 1845 et mort le 2 mars 1921, est un compositeur, pianiste et professeur polonais. ayant vécu durant la majeure partie de sa vie en Russie.

## Biographie
De naissance noble, Henryk Pachulski est né fils d'un arpenteur et sylviculteur à Łazy en Pologne. Il étudie à l'institut de musique de Varsovie, ayant comme professeurs Stanisław Moniuszko et Władysław Żeleński, pour ensuite aller étudier au conservatoire Tchaïkovski de Moscou à partir de 1880. Travaillant avec Aleksander Michałowski, Pavel Pabst, Nikolai Rubinstein et Anton Arenski. De 1886 à 1917, il est professeur de piano au conservatoire. Il n'est jamais retourné à son pays d'origine.
Travaillant avec Aleksander Michałowski, Pavel Pabst, Nikolai Rubinstein et Anton Arenski. De 1886 à 1917, il est professeur de piano au conservatoire. Il n'est jamais retourné dans son pays d'origine.
Pachulsky a écrit une suite pour orchestre, une méditation pour orchestre à cordes[C'est-à-dire ?], une fantaisie polonaise pour piano et orchestre, des œuvres pour le violoncelle, le piano (préludes, études, deux sonates, des polonaises, des mazurkas et des valses) et de nombreux arrangements pour piano à quatre mains des œuvres orchestrales de Tchaïkovski. Sa sonate pour piano no 1 en Do mineur, op. 19, était dédiée à Arensky, et sa sonate pour piano no 2 en Fa majeur, op. 27, à Sergueï Rachmaninov.
Certaines de ses œuvres ont été enregistrées par Lubow Nawrocka (Piano Works 1, Acte Préalable), Valentina Seferinova et Verena Bojkova (Piano Works 2, Acte Préalable).

## Discographie
- 2008 : Piano Works vol. 1 - Acte Préalable AP0187
- 2016 : Piano Works vol. 2 - Acte Préalable AP0361
- 2020 : Piano Works vol. 3 - Acte Préalable AP0487
- 2023 : Władysław & Henryk Pachulski • Rogowski • Szeluto • Rozbicki - String Quartets - Acte Préalable AP0565
- 2024 : Piano Works vol. 4 - Acte Préalable AP0584